# North Sydney Council
North Sydney Council is een Local Government Area (LGA) in de Australische deelstaat New South Wales.